# Amaia Montero

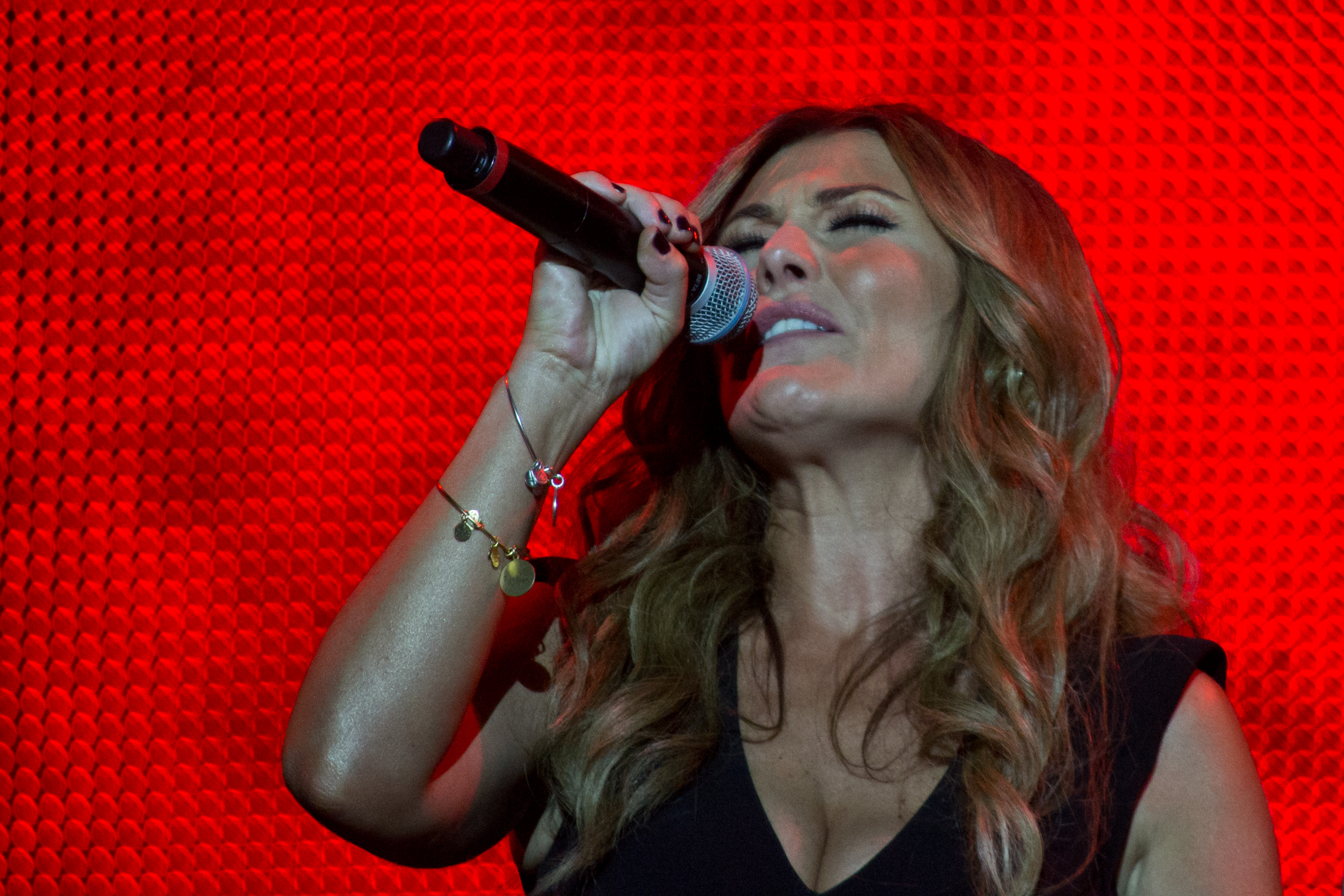
Amaia Montero (2012).

Amaia Montero Saldías (ur. 26 sierpnia 1976 roku w miasteczku Irun w Hiszpanii) – hiszpańska wokalistka.
Od 1996 do 19 listopada 2007 roku była wokalistką zespołu La Oreja de Van Gogh. Odeszła z zespołu by kontynuować karierę solową.
18 listopada 2008 roku ukazał się jej pierwszy solowy album zatytułowany "Amaia Montero".

## Dyskografia
- Amaia Montero (2008)
- 2 (2011)
- Si Dios quiere yo también (2014)
- Nacidos para creer (2018)

## Single
- Quiero ser (2008)
- Ni Puedo, ni quiero (2008)
- 4 (2009)
- Te voy a decir una cosa (2009)
- Mirando al mar (2010)
- Palabras (2014)
- Darte mi vida (2015)
- Inevitable (2015)